# Langue des signes polonaise
La langue des signes polonaise (Polski Język Migowy, PJM)  est une langue des signes utilisée par les sourds et leurs proches en Pologne. Elle n'est pas reconnue[réf. souhaitée].